# サルナシ
サルナシ（猿梨、学名: Actinidia arguta）はマタタビ科マタタビ属の雌雄異株または雌雄雑居性のつる植物で、落葉性植物。別名：シラクチカズラ、シラクチヅル、コクワ（小桑）、シラクチ、ヤブナシなど。山地に生える。果実はキウイフルーツを小さくしたような外見で、酸味と甘味があり食べられる。和名は、サルがこの実を食べるということで名付けられたものである。

## 分布域・生育地
日本列島、朝鮮半島、中国大陸などの東アジア地域、サハリンに分布し、日本では北海道、本州、四国、九州に分布するが、北海道や東北地方に多い。山沿いの平地から山地まで分布し、山地の沢沿いや林内に生え、樹上に絡まる。本州中部以南の温暖地では、概ね標高600メートル (m) 以上の山岳地帯に自生する。日本の本州中部（長野県）では、標高700 mから1400 m程度の沢筋から斜面上部まで分布する。寒冷な地域においては標高100 mに満たない人里近く、いわゆる里山と呼ばれる領域にも自生する。

## 特徴
落葉つる性の木本（低木）。蔓となる茎は、ほかの樹木や岩などに絡んで生育し、幹の直径が15センチメートル (cm) 前後、高さ30メートル (m) に達するものがある。蔓は太くなり、巻き付かれた木は絞められて蔓の痕がはっきりついてしまうほどである。樹皮は滑らかな灰白色で、太くなると薄く剥がれる。一年枝は褐色で、はじめ毛があるが、のちに無毛になる。茎の随は隔壁があり、よく似たマタタビ（学名: Actinidia polygama）の随は白く詰まっていて異なる。
葉は互生し、長さ6 - 10 cm、幅5 cmほどの広卵形から広楕円形で、先が尖り基部は円形、質はやや厚く表面につやがあり、葉縁に細かい大小不揃いな鋸歯がある。側脈は6 - 7対で、葉面には毛がある。葉柄は長く、赤茶色で2 - 8 cm。秋に黄葉して、落葉する。
花期は初夏（5 - 7月）。雌雄異株または雌雄同株。花は白色の5弁花で、葉の付け根に下向きに垂れて咲き、雄花は数個集まり、雌花は1個咲く。花の直径は1 - 1.5 cm、雄蕊の葯は黒紫色をしている。
果期は8月中旬 - 10月。秋に実る果実は液果で、キウィフルーツを無毛にしてかなり小さくしたような見た目で、楕円形から球形で先は尖らず、淡緑色の2 - 3 cm程度のものに熟す。果実の中に細かい種子が多数入っている。果実の味は甘く、キウィフルーツに似ている（系統上の近縁種である）。果実は落葉後も枝に残る。
野生動物の食料として重要な位置にあり、日本ではニホンザルやツキノワグマ、ヒグマなどが好んで大量に摂食して種子散布に貢献する。クマ類がこればかりを大量に食べた後の糞の外見はキウィフルーツのジャムに酷似する。このように、ヒトを含む哺乳類の味覚の嗜好に適する点、鳥類による種子散布に頼る植物の果実の多くの色が赤色か黒色である点、哺乳類に発達した嗅覚を刺激する芳香を持つ点から、主として哺乳類の果実摂食による種子散布に頼る進化を遂げた植物であると考えられる。
冬芽は互生するが、葉痕上部の膨れた部分（葉枕という）の中に隠れていて見えない隠芽である。葉痕はほぼ円形で、維管束痕が1個つく。

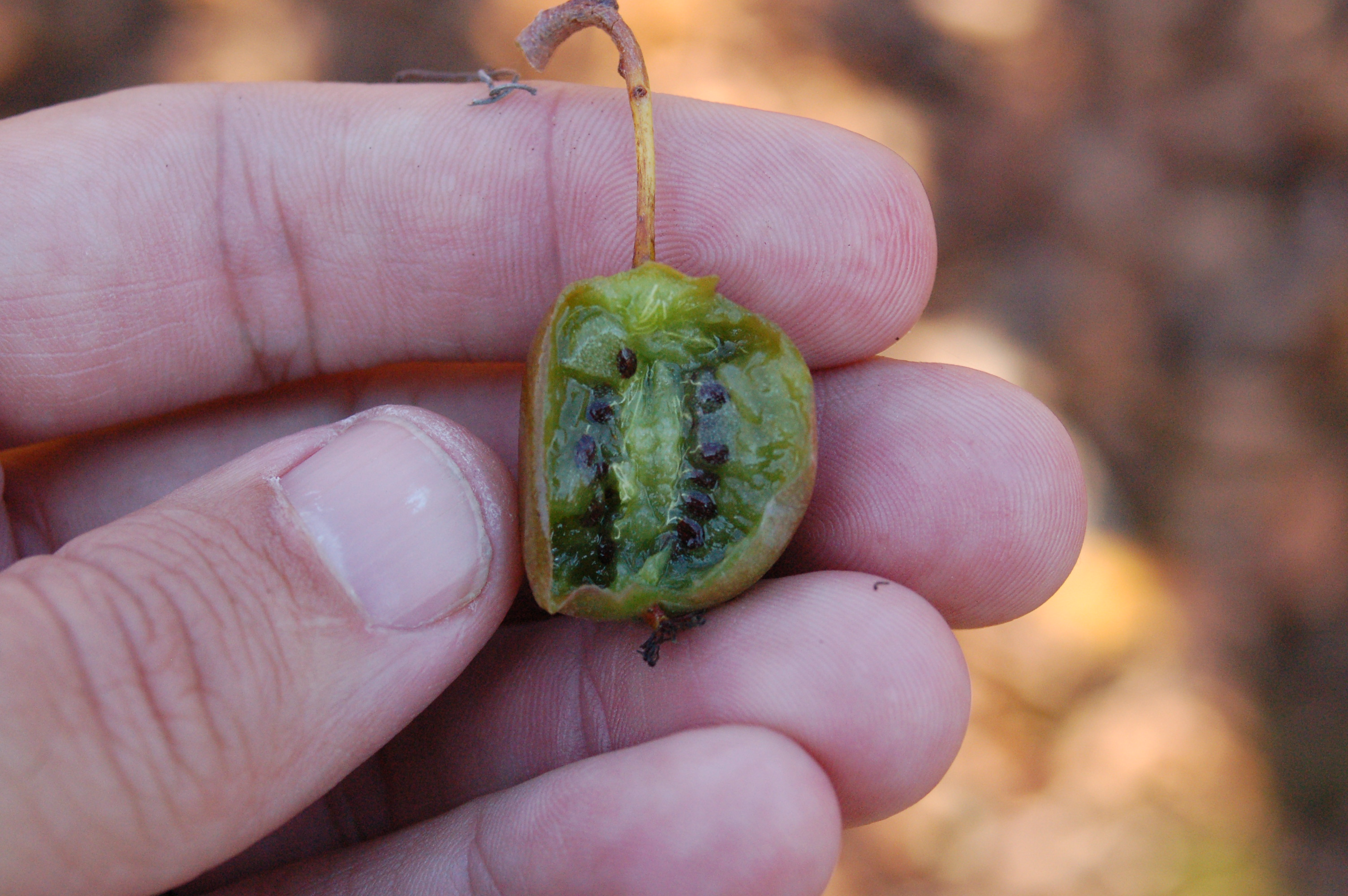
果実を割ったところ
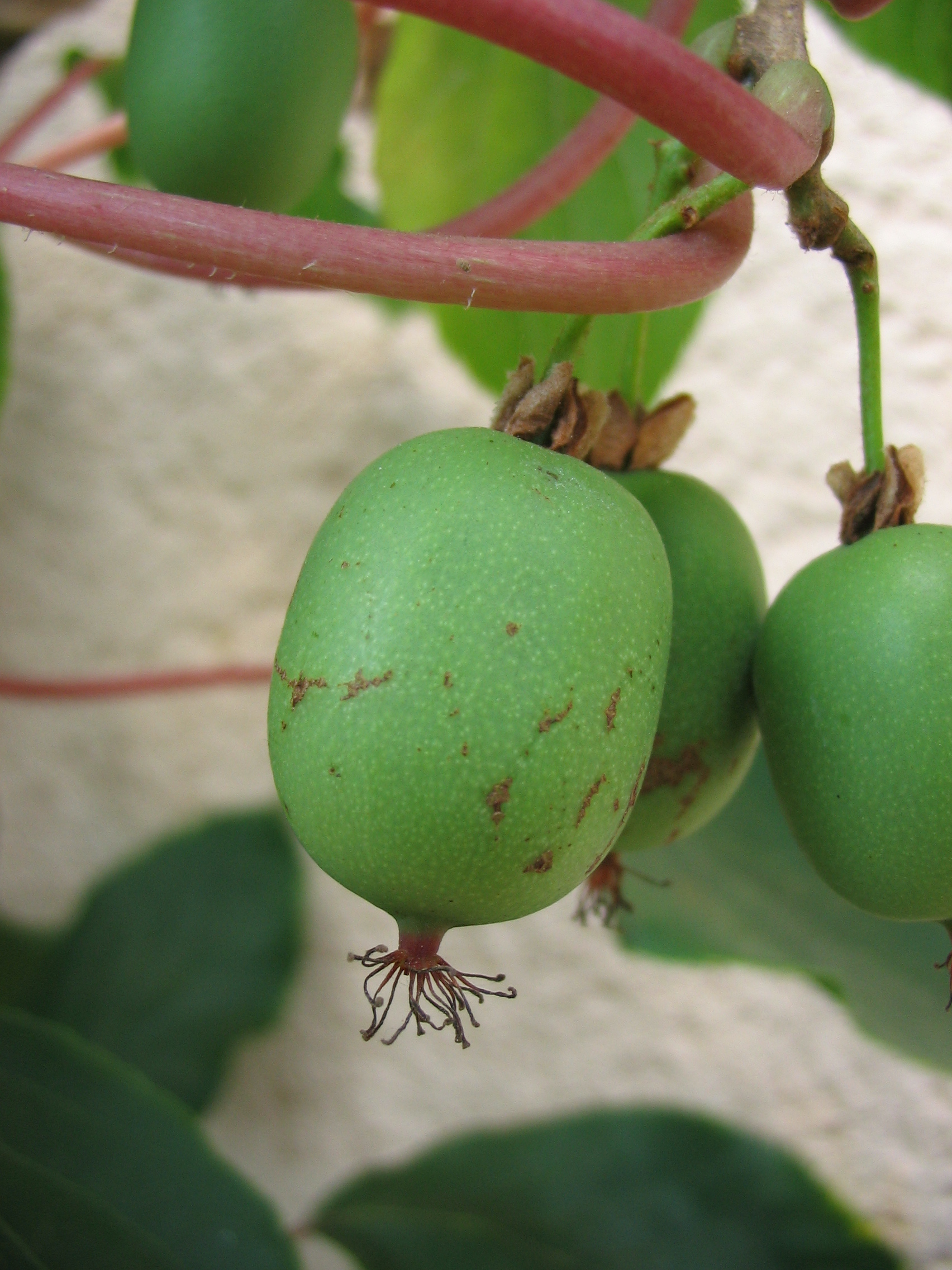
果実
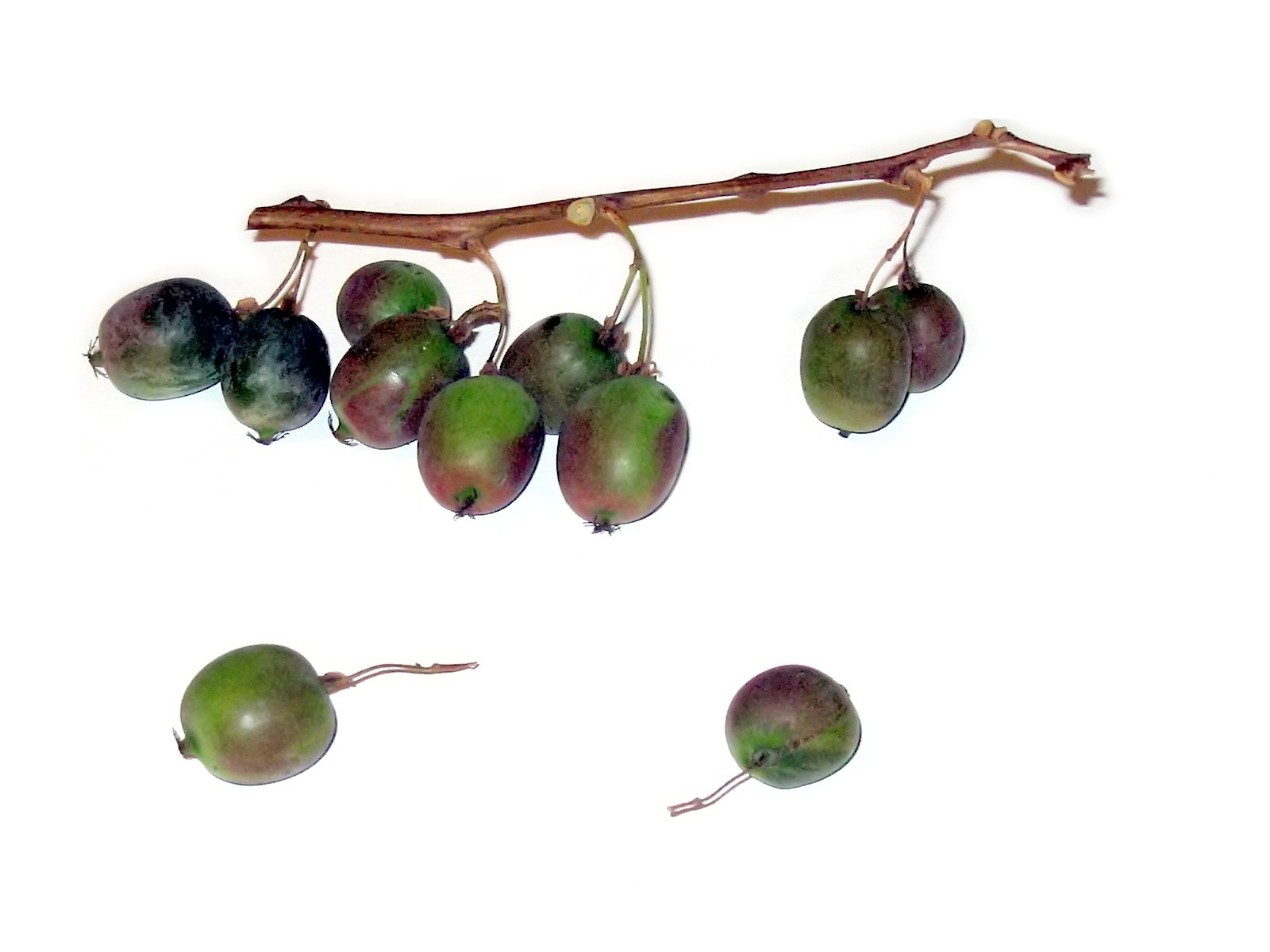
つるに鈴なりについた果実
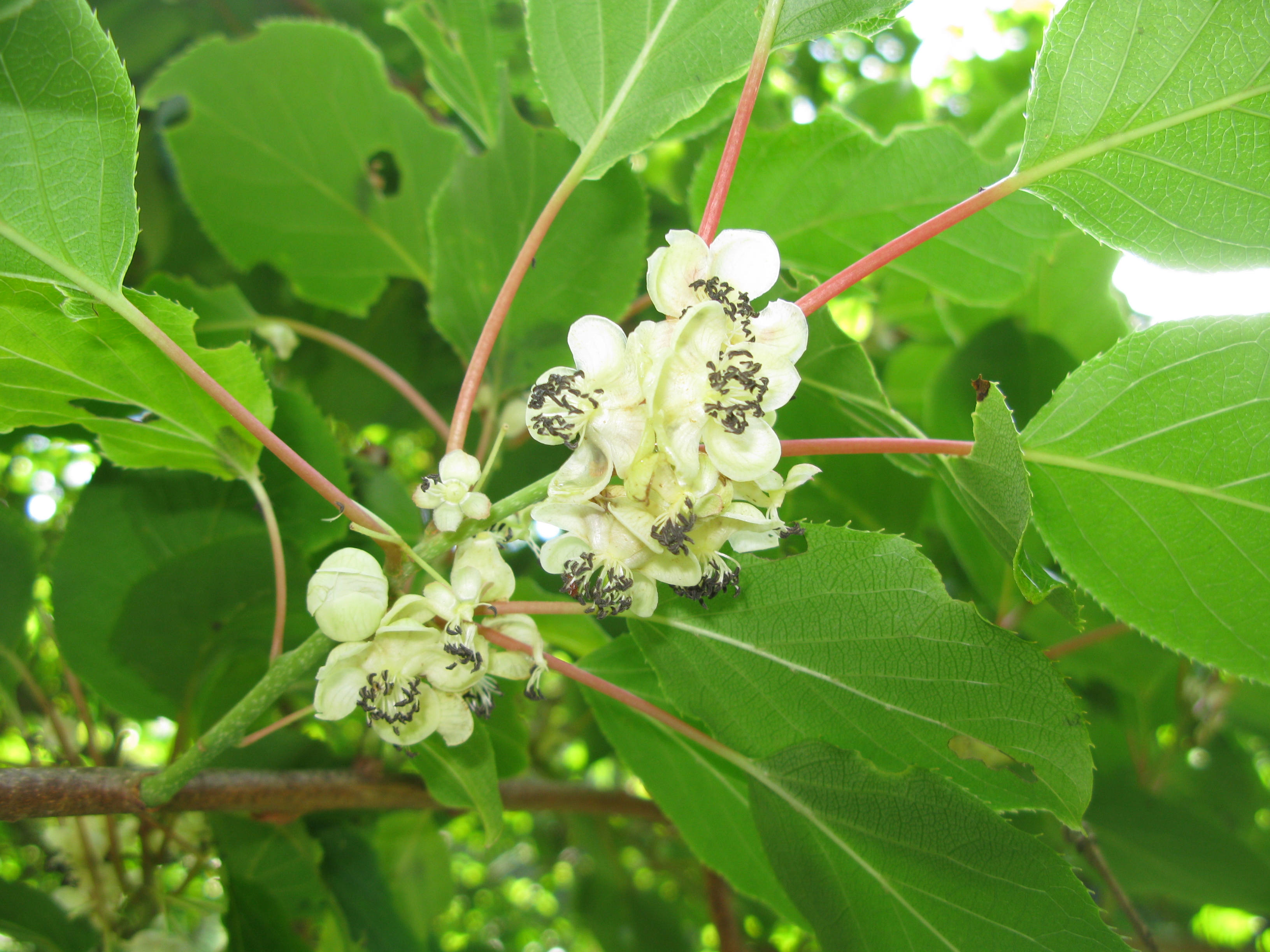
雄花

## 日本での栽培
元々の生育場所が高冷山間地であるため、山間地域での栽培が容易であると考えられ、過疎対策として栽培される事が多い。
岡山県新庄村が、西日本では生産量全国一位で、栽培は40年以上前から行われている。2001年に生産者たちが集って「サルナシ栽培研究会」を立ち上げて以降、特産品として普及に力を入れている。現在は村内で自生しているものと、東北地方から取り入れた計2品種を使って加工品の生産にも取り組んでいる。
栽培特性の向上や食味改善を目論んで自生株（野生種）からの選抜や近縁種との交配による新品種が作出され、長野県、岐阜県、山形県、香川県などでも栽培されている。
2017年には、産地である福島県玉川村が中心となって産地9市町村が参加する「第1回さるなしサミット」が開かれた。

## 利用
秋に熟した果実は甘酸っぱく、生食したり果実酒に使用したりする。サルナシはキウイフルーツに近い仲間で、果肉の味も色も似ており、ミニキウイ（あるいは、キウイベリー、ベビーキウイ、デザートキウイ、カクテルキウイなど）とよばれている。よく熟したものがおいしく、少し早めに採ったいくぶんかたい生の実でも、追熟させて生食することができる。ただし、傷みやすいので注意が必要である。食味は、特有の芳香と、バランスの良い酸味と甘みを楽しめる。サルナシ実を焼酎に漬けて作った果実酒（リキュール）は「こくわ酒」といい、果実酒に使う果実は熟しすぎない硬い実を利用する。完熟したものは、ジュース、ジャム、砂糖漬けなどにして、商品化されている。サルナシの実はビタミンCを多く含んでいる。
春から初夏の軟らかくて太めの若芽を摘んで、茹でて水に取って冷まし、おひたし、和え物、汁の実、バター炒め、油炒めにしたり、生のまま天ぷらにして食べる。
薬用には、強壮の効果があるとされる。

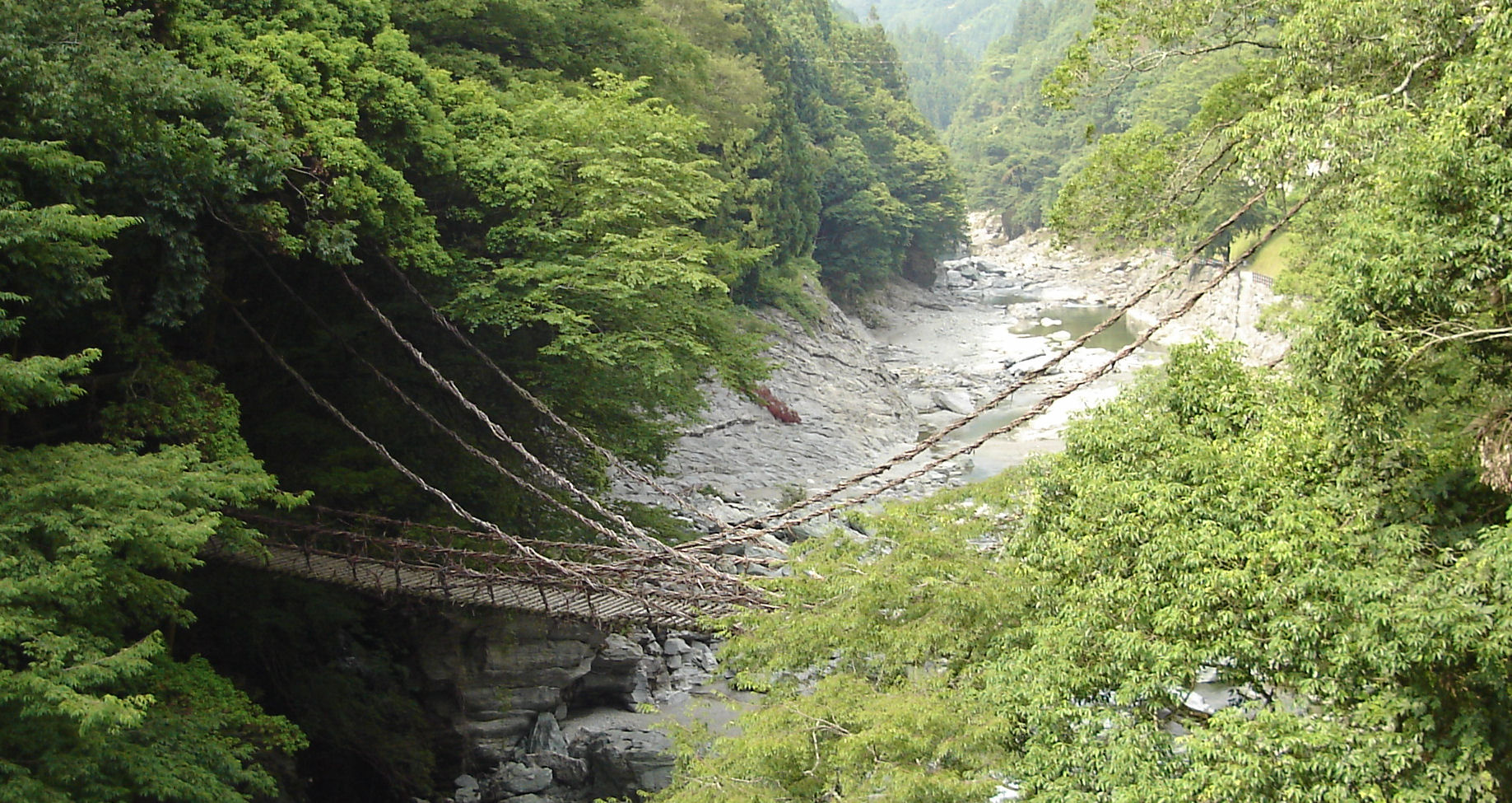
かずら橋

蔓は非常に丈夫で腐りにくいことから、吊り橋やイカダを縛るのに使われた。徳島県祖谷の「かずら橋」（吊橋）の材料にも使用されている。また、かつては河川で流送されてきた木材を回収する場所（網場）の網の親綱にも利用されていた。
水を吸い上げる能力が高く、蔓の中にも大量の樹液を含み、樹勢の強い時期に太い蔓を切ると大量の樹液が出てくる。山中で飲用水が不足した場合に用いられることもある。

### 食物アレルギー
キウィフルーツと同様なアレルギー症状を起こすことがある。

## 近縁種
よく似ている同属の植物にシマサルナシ（島猿梨、学名: Actinidia rufa）がある。本州西部以南（紀伊半島、山口県）、四国、九州の沿岸地に分布し、山林の林縁などに自生する。雌雄同株、雌雄異花のつる性落葉小高木で、灰褐色のつるには縦横に深い亀裂が入る。葉は長さ10 cm、幅6 cmの卵状広楕円形で、サルナシよりもやや広い。花期は5 - 6月ごろで、直径15 mmほどの花が多数咲く。果実は長さ4 cm、直径25 mmほどの褐色の広楕円形で、外見がそっくりなキウイフルーツはシマサルナシの改良品といわれる。果実が同様に食べられ、少ししなびたくらいのころが甘くておいしくなる。

## 伝説
サルナシの実は、名の通りサルが好んで食べるが、食べきれないものを木や岩陰の窪みに残すという。サルもサルナシの実を置き忘れてしまうことがあり、雨露や寒暖を受けて発酵し、やがて幻の酒である猿酒になるという説話が山家では口承されてきた。サルナシのほかに、ヤマブドウでも同様の話があり、サルの唾液が一役買うという説もある。しかし昨今では、このような話を語る人も少なくなったといわれる。